# Équipe de France de rugby à XV en 2007
L'équipe de France de rugby à XV, en 2007, dispute cinq matchs lors du tournoi des Six Nations. Elle se rend en Nouvelle-Zélande où elle affronte à deux reprises les All Blacks. Après trois matchs de préparation, deux face à l'Angleterre et un face au pays de Galles, elle dispute à domicile la coupe du monde, compétition dont elle termine quatrième.

## L'année du XV

### Le Tournoi des cinq Nations
L'équipe de France de rugby à XV remporte le Tournoi des six nations 2007 devant l'Irlande avec quatre victoires et une défaite.

## Tableau des matchs
| Date              | Lieu                   | Adversaire       | Score   | Type              | Composition | Marqueurs |
| ----------------- | ---------------------- | ---------------- | ------- | ----------------- | --- | --- |
| 3 février 2007    | Stade Flaminio de Rome | Italie           | V 3-39  | Tournoi 6 Nations | Clément Poitrenaud - Christophe Dominici, Florian Fritz (69e - Lionel Beauxis), Yannick Jauzion, Cédric Heymans - David Skrela, Pierre Mignoni - Julien Bonnaire (66e - Imanol Harinordoquy), Sébastien Chabal ( 72e - Pascal Papé), Serge Betsen - Lionel Nallet, Jérôme Thion - Pieter de Villiers, Raphaël Ibañez (cap.) (58e - Dimitri Szarzewski), Olivier Milloud (58e - Sylvain Marconnet)                                                                     | 5 essais (Dominici, Heymans, Chabal,2, Jauzion) 4 transformations (Skrela) 2 pénalités (Skrela, Beauxis)               |
| 11 février 2007   | Croke Park             | Irlande          | V 17-20 | Tournoi 6 Nations | Clément Poitrenaud (75e - Cédric Heymans) - Christophe Dominici, David Marty, Yannick Jauzion, Vincent Clerc - (o) David Skrela (57e - Lionel Beauxis), (m) Pierre Mignoni - Imanol Harinordoquy, Sébastien Chabal, Serge Betsen - Lionel Nallet, Pascal Papé (51 - Jérôme Thion) - Pieter de Villiers (59e - Olivier Milloud), Raphaël Ibañez (cap.) (65e - Sébastien Bruno), Sylvain Marconnet                                                                      | 2 essais (Ibañez, Clerc) 2 transformations (Skrela, Beauxis) 2 pénalités (Skrela)                                      |
| 24 février 2007   | Stade de France        | Galles           | V 32-21 | Tournoi 6 Nations | Clément Poitrenaud - Vincent Clerc, David Marty, Yannick Jauzion, Christophe Dominici - (o) David Skrela (78e - Lionel Beauxis), (m)Pierre Mignoni - Julien Bonnaire, Elvis Vermeulen (70e - Imanol Harinordoquy), Serge Betsen - Jérôme Thion, Lionel Nallet (78e - Grégory Lamboley) - Nicolas Mas (64e - Sylvain Marconnet), Raphaël Ibañez (cap.) (78e - Benoît August), Olivier Milloud                                                                          | 2 essais (Dominici, Nallet) 2 transformations (Skrela) 6 pénalités (Skrela,5 - Beauxis,1)                              |
| 11 mars 2007      | stade de Twickenham    | Angleterre       | D 26-18 | Tournoi 6 Nations | Clément Poitrenaud (75e - Cédric Heymans) - Vincent Clerc, David Marty, Yannick Jauzion, Christophe Dominici - (o) David Skrela (41e - Lionel Beauxis), (m) Dimitri Yachvili (75e - Pierre Mignoni) - Julien Bonnaire, Sébastien Chabal (49e - Imanol Harinordoquy), Serge Betsen - Lionel Nallet, Jérôme Thion - Pieter de Villiers, Raphaël Ibañez (cap.) (68e , Sébastien Bruno, ), Olivier Milloud                                                                | 6 pénalités (Skrela, 3 - Yachvili, 3)                                                                                  |
| 19 mars 2007      | Stade de France        | Écosse           | V 46-19 | Tournoi 6 Nations | Clément Poitrenaud (74e - Damien Traille) - Vincent Clerc (78e - Christophe Dominici), David Marty, Yannick Jauzion, Cédric Heymans - (o) Lionel Beauxis, (m) Pierre Mignoni - Julien Bonnaire, Imanol Harinordoquy (78e - Elvis Vermeulen), Serge Betsen - Lionel Nallet (58e - Pascal Papé), Jérôme Thion - Pieter de Villiers, Raphaël Ibañez (cap.), Olivier Milloud.                                                                                             | 6 essais (Harinordoquy, Jauzion, Marty, Heymans, Milloud, Vermeulen) 5 transformations (Beauxis) 2 pénalités (Beauxis) |
| 2 juin 2007       | Auckland               | Nouvelle-Zélande | D 42-11 | Test-match        | Thomas Castaignède - Jean-François Coux ( 76e - Nicolas Laharrague) , Arnaud Mignardi, Jean-Philippe Grandclaude (17e - Ludovic Valbon) , Benjamin Thiéry ( 76e - Mickaël Forest)- (o) Benjamin Boyet, (m) Nicolas Durand - Sébastien Chabal, Olivier Magne, Grégory Le Corvec ( 63e - Damien Chouly) - Julien Pierre (56e - Olivier Olibeau), Pascal Papé (cap.) (76e - Raphaël Ibañez) - Nicolas Mas (56e - Franck Montanella), Sébastien Bruno, Christian Califano | 1 essai (Coux) 2 pénalités (Boyet)                                                                                     |
| 9 juin 2007       | Wellington             | Nouvelle-Zélande | D 61-10 | Test-match        | | |
| 11 août 2007      | stade de Twickenham    | Angleterre       | V 15-21 | Test-match        | | |
| 18 août 2007      | Marseille              | Angleterre       | V 22-9  | Test-match        | | |
| 26 août 2007      | Cardiff                | Galles           | V 7-34  | Test-match        | | |
| 7 septembre 2007  | Stade de France        | Argentine        | D 12-17 | Coupe du Monde    | | |
| 13 septembre 2007 | Toulouse               | Namibie          | V 87-10 | Coupe du Monde    | | |
| 21 septembre 2007 | Stade de France        | Irlande          | V 25-3  | Coupe du Monde    | | |
| 27 septembre 2007 | Marseille              | Géorgie          | V 64-7  | Coupe du Monde    | | |
| 6 octobre 2007    | Cardiff                | Nouvelle-Zélande | V 20-18 | Coupe du Monde    | | |
| 13 octobre 2007   | Stade de France        | Angleterre       | D 9-14  | Coupe du Monde    | | |